# Pseudomelanopa taiwana
Pseudomelanopa taiwana is een hooiwagen uit de familie Sclerosomatidae.